# Волошина Ольга Іванівна
О́льга Іва́нівна Воло́шина — завідувачка відділення — лікар-терапевт відділення невідкладної медичної допомоги, Національний військово-медичний клінічний центр «Головний військовий клінічний госпіталь».

## Нагороди
«За самовіддане виконання службових обов'язків, надання висококваліфікованої медичної допомоги та з нагоди 260-річчя Національного військово-медичного клінічного центру „Головний військовий клінічний госпіталь“» нагороджена
- орденом княгині Ольги III ступеня (10.6.2015).